# Terrapene carolina
La tartaruga scatola comune (Terrapene carolina (Linnaeus, 1758)) è una testuggine appartenente alla famiglia degli emididi. Si trova in tutti gli Stati Uniti orientali e in alcune zone del Messico.

## Alimentazione
L'alimentazione è onnivora e comprende invertebrati (anellidi, molluschi, gasteropodi...) e vegetali. I neonati fino al primo anno reagiscono solo a stimoli in movimento e dunque devono essere alimentati con cibo vivo.

## Sottospecie
Terrapene carolina (Linnaeus, 1758) – tartaruga scatola comune
- T. c. bauri Taylor, 1895 – tartaruga scatola della Florida
- T. c. carolina (Linnaeus, 1758) – tartaruga scatola orientale
- T. c. major (Agassiz, 1857) – tartaruga scatola della Costa del Golfo
- T. c. mexicana (Gray, 1849) – tartaruga scatola Messicana
- T. c. triunguis (Agassiz, 1857) – tartaruga scatola tridattila
- T. c. yucatana (Boulenger, 1895) – tartaruga scatola dello Yucatan